# Editora Capivara
Editora Capivara é uma editora brasileira ligada a temas nacionais, de propriedade de Pedro Corrêa do Lago e Bia Fonseca, que ganharam o Prêmio Jabuti com a editora através do livro Coleção Princesa Isabel - Fotografia Brasileira no Século XIX 
A editora é basicamente ligada a temas nacionais, em especial à fotografia oitocentista. Já foram lançados ali vários textos ensaísticos sobre Frans Post, Jean-Baptiste Debret e Auguste de Saint-Hilaire.